# 바시키르어
바시키르어(башҡортса)는 투르크어족에 속한 언어이다. 러시아 바시키르 공화국의 공용어이다.

## 닿소리
|        |        | 양순음    | 치음      | 치경음    | 후치경음/ 경구개음 | 연구개음        | 구개수음  | 성문음    |
| ------ | ------ | --------- | --------- | --------- | ------------------ | --------------- | --------- | --------- |
| 비음   | 비음   | м ⟨m⟩ /m/ | н ⟨n⟩ /n/ | н ⟨n⟩ /n/ |                    | ң ⟨ñ⟩ /ŋ/       |           |           |
| 파열음 | 무성음 | п ⟨p⟩ /p/ | т ⟨t⟩ /t/ | т ⟨t⟩ /t/ |                    | к ⟨k⟩ /k/       | ҡ ⟨q⟩ /q/ |           |
| 파열음 | 유성음 | б ⟨b⟩ /b/ | д ⟨d⟩ /d/ | д ⟨d⟩ /d/ |                    | г ⟨g⟩ /ɡ/       |           |           |
| 마찰음 | 무성음 |           | ҫ ⟨ś⟩ /θ/ | с ⟨s⟩ /s/ | ш ⟨ş⟩ /ʃ/          |                 | х ⟨x⟩ /χ/ | һ ⟨h⟩ /h/ |
| 마찰음 | 유성음 |           | ҙ ⟨ź⟩ /ð/ | з ⟨z⟩ /z/ | ж ⟨j⟩ /ʒ/          |                 | ғ ⟨ğ⟩ /ʁ/ |           |
| 전동음 | 전동음 |           |           | р ⟨r⟩ /r/ |                    |                 |           |           |
| 접근음 | 접근음 |           |           | л ⟨l⟩ /l/ | й ⟨y⟩ /j/          | у/ү/в ⟨w⟩ /w~ɥ/ |           |           |

## 사용자
1989년 인구 조사에서 소비에트 연방의 바시키르어 사용자는 1,047,000명이었다. 이중 26,737명이 바시키르어를 2번째 언어로 사용하고 있다. 대략 30만명의 바시키르족들은 타타르어를 모국어로 사용한다.
바시키르어 사용자들은 대부분이 러시아 바시키르 공화국에 거주하지만 타타르 공화국과 우드무르트 공화국에도 거주한다. 많은 사용자들도 페름 지방, 첼랴빈스크주, 오렌부르크주, 스베르들로프스크 주와 쿠르간주에도 거주한다. 바시키르어 사용자 그룹 중에는 카자흐스탄과 우즈베키스탄에도 거주한다.

## 다른 언어와의 관계
바시키르어 단어 중 일부에는 핀어족이나 우고르어족에 기원을 두고 있으나 볼가르어의 방언이다. 킵차크어가 바시키르어에 영향을 주었다.
현대 바시키르어는 타타르어와 유사하고, 단어의 일부가 킵차크어에서 유래되었다. 많은 방언들이 있는데 타타르어와 비슷하다. 과거에는 바시키르어도 아랍 문자를 사용했다. 15세기에 바시키르인들은 차가타이어(그렇지만 일부 연구자들에 의하면 고대타타르어를 대신했다고 함)를 1923년까지 바시키르어 대신 사용했다. 타타르어와 차가타이어는 2개다 아랍문자로 표기했다.

## 문자
1923년에 바시키르어는 고유한 쓰기 체계를 만들었다. 1930년에 라틴 문자를 사용했지만 1938년부터는 키릴 문자를 사용했다. 기본 키릴 문자 이외에 바시키르어에서 쓰이는 문자는 다음과 같다. Ә ә Ө ө Ү ү Ғ ғ Ҡ ҡ Ң ң Ҙ ҙ Ҫ ҫ Һ һ.
| Аа (а)       | [a] | Бб (бэ)                | [b]       | Вв (вэ)              | [v]  |
| Гг (гэ)      | [ɡ] | Ғғ (ғы)                | [ɣ]       | Дд (дэ)              | [d]  |
| Ҙҙ (ҙэ)      | [ð] | Ее (йе)                | [ɪ̞], [jɪ̞] | Ёё (йо)              | [jʊ̞] |
| Жж (жэ)      | [ʐ] | Зз (зэ)                | [z]       | Ии (и)               | [i]  |
| Йй (ҡыҫҡа и) | [j] | Кк (ка)                | [k]       | Ҡҡ (ҡы)              | [q]  |
| Лл (эль)     | [l] | Мм (эм)                | [m]       | Нн (эн)              | [n]  |
| Ңң (эң)      | [ŋ] | Оо (о)                 | [ʊ̞]       | Өө (ө)               | [ʏ̞]  |
| Пп (пэ)      | [p] | Рр (эр)                | [r]       | Сс (эс)              | [s]  |
| Ҫҫ (ҫэ)      | [θ] | Тт (тэ)                | [t]       | Уу (у)               | [u]  |
| Үү (ү)       | [y] | Фф (эф)                | [f]       | Хх (ха)              | [x]  |
| Һһ (һа)      | [h] | Цц (цэ)                | [ʦ]       | Чч (чэ)              | [ʨ]  |
| Шш (ша)      | [ʂ] | Щщ (ща)                | [ɕ]       | Ъъ (ҡатылыҡ билдәһе) | [ʔ]  |
| Ыы (ы)       | [ɯ] | Ьь (йомшаҡлыҡ билдәһе) | [ʲ]       | Ээ (э)               | [ɪ̞]  |
| Әә (ә)       | [æ] | Юю (йу)                | [ju]      | Яя (йа)              | [ja] |